# Бергамски пастирски пас
Бергамски пастирски пас (ита: Cane da Pastore Bergamasco) је пасмина пореклом из Италије, са подручја бергамских Алпа, где се користио као пастирски пас за стоку и овце.   

## Основно
- Мужјак
  - Висина од 58 до 62 цм
  - Тежина од 32 до 38кг
- Женка
  - Висина од 54 до 58 цм
  - Тежина од 25 до 32

## Историја
Бергамски пастирски пас је древна пасмина стара хиљаде година. У древним временима узгајала су их номадска племена. Њихова главна функција била је чување стада оваца и коза широм Персијског царства. Нека од тих номадских племена мигрирала су на италијанске Алпе, где су се сместили. Са собом су довели и псе који су касније добили име бергамски пастирски пси.
Након Другог светског рата популација ове пасмине је знатно опала и претио јој је нестанак. Било је свега неколико адекватних припадника ове расе. Захваљујући интервенцији љубитеља ове пасмине, након рата је успостављен план узгајања.

## Карактеристике пса

### Нарав
Овај пас је вољен, не само због своје јединствене длаке, већ и због тога што је миран, стрпљив, често интуитиван. Пошто су били чувари стада на Алпима, бергамски пастирски пас је послушан али зна када треба бити самосталан, што га чини вредним сапутником.
Данас припадници ове пасмине живе припитомљенијим животом, а њихова интелигенција, комбинована са инстинтком чувара стада, чини их одличним за децу. Највише им одговара окружење где имају простора да трче, као што је кућа са двориштен. Међутим, пошто немају толику количину енергију као остали пастирски пси, могу живети и у стану, ако имају адекватан ниво вежбе и стимулације.

### Општи изглед
Бергамски пастирски пас је средње величине, са богатом длаком на свим деловима тела. Очи су велике, боја очију је према боји длаке више или мање тамно браон. Уши су високо усађене, полувисеће, тј. задње трећине ушију су оборене. Реп је усађен у задњој трећини сапи, у корену дебео и снажан, а сужава се на врху.
Длака је веома раскошна, веома дуга и различита на појединим деловима тела. По грађи је костретаста (козја) нарочито на предњој половини тела. Од половине груди на доле и на свим ногама нагиње ка прављењу чуперака (чупа) или је у односу на старост пса готово сва у чупама. Ове чупе морају бити усађене на леђној линији и падају преко страна тела. Длака на глави је мање оштра и прекрива очи. На ногама мора бити свуда нормално (равномерно) раздељена и чини меке чупе које су опуштене ка земљи. На предњим ногама длака прави дугуљасте стубовима сличне чупе, без реса. Подлака је кратка и густа, кожа не може лако да се види. На додир длака мора бити масна. Боја длаке је равномерно сива или са флекама у свим могућим финим сивим нијансама између једне светлосиве до преко тамносиве до црне. Дозвољено је рђасто или црвенкасто шатирање. Дозвољена је једнобојна црна боја длаке ако је црна заиста "дубоко" црна (црна смола". Није дозвољена једнобојна бела боја длаке.

## Нега и здравље
Иако делује изненађујуће, густа длака бергамског пастирског пса захтева веома мало неге. С обзиром да се њихова длака састоји од три типа длаке (псећа, козја и вунена), они захтевају само по један третман одржавања. Не захтева редовно четкање, а купање је довољно свега два пута годишње. Нокте треба подрезивати по потреби, а и редовно чистити уши и очи.
Што се тиче здравља, бергамски пастирски пас је генерално веома здрава раса, без наследних здравствених проблема.
Животни век ове пасмине је од 13 до 15 година.